# Xanthoparmelia arcana
Xanthoparmelia arcana är en lavart som först beskrevs av Kurok., och fick sitt nu gällande namn av Elix. Xanthoparmelia arcana ingår i släktet Xanthoparmelia och familjen Parmeliaceae.   Inga underarter finns listade i Catalogue of Life.